# Jean-Marie Poli
Jean-Marie Poli (Corso: Ghjuvan’ Maria Poli) (Argiusta-Moriccio, 1957 – Moca-Croce, 13 gennaio 2017) è stato un attivista e politico francese.

## Biografia
Nato in un paesino della Corsica del Sud nella valle del Taravo, negli anni settanta ha cominciato il suo attivismo politico con l'Union des lycéens de Corse per la riapertura dell'università a Corte.
Nel 1982 ha partecipato alla creazione della prima Assemblea della Corsica e nel 2008 ha appoggiato Corsica Nazione alle elezioni municipali di Bastia.
Nel 2011 ha fondato l'associazione Associu Sulidarietà per richiedere l'amnistia dei nazionalisti còrsi allo stato francese e nel 2013 era stato eletto come consigliere territoriale all'Assemblea della Corsica per Corsica Libera e ha mantenuto il seggio fino a dicembre 2015.
È morto in un incidente stradale causato dal ghiaccio sulla RD 757 tra Argiusta-Moriccio e Moca-Croce la notte tra il 13 e il 14 gennaio 2017.
Il 18 gennaio si sono svolti i funerali nella chiesa di Argiusta-Moriccio all presenza di molti consiglieri della collettività della Corsica, del Presidente dell'Assemblea della Corsica, Jean-Guy Talamoni e di Gilles Simeoni, Presidente del Consiglio esecutivo della Corsica oltre a molti militanti di Associu Sulidarietà.